# Ring-A-Ding Girl
A Ring-A-Ding Girl (magyarul: Ring-A-Ding lány) egy dal, amely az Egyesült Királyságot képviselte az 1962-es Eurovíziós Dalfesztiválon. A dalt az északír Ronnie Carroll adta elő angol nyelven.
A dal a brit nemzeti döntőn nyerte el az indulás jogát.
A dal a negyedik helyet érte el a tizenhat fős mezőnyben.